# Grüner-Bräu
Die Grüner-Bräu AG war eine deutsche Brauerei in Fürth. Sie wurde 1972 aufgelöst.

## Geschichte
Die Brauerei soll bis auf das Jahr 1709 zurückgehen.
Nach wechselnden Eigentümern wurde sie 1860 von Georg Heinrich Grüner übernommen und firmierte auch als Gebrüder Gründer. 1896 erfolgte die Umwandlung in eine Aktiengesellschaft. Zweck war die Übernahme und der Fortbetrieb der Exportbierbrauerei und Mälzerei Gebrüder Grüner. Das Aktienkapital der neu gegründeten Gesellschaft betrug etwa 1,35 Millionen Mark, die Bailanzumme knapp 2,2 Millionen Mark. Die Brauerei befand sich zu diesem Zeitpunkt in der Gartenstraße 16 und der Wasserstraße 9. Unter mehreren weiteren Grundstücken des Unternehmens, darunter auch zwei in Nürnberg, bestand in der Gartenstraße 13 in Fürth das Recht zum Betrieb einer Gastwirtschaft.
1895 hatte die Brauerei einen Ausstoß von 48.000 Hektolitern Bier. Grüner wurde in jener Zeit zu den fünf großen Brauereien der Stadt Fürth gezählt. 1936 übernahm die Grünerbräu AG die Brauerei Zirndorf. 1969 stieg die Schickedanz-Gruppe mit 25 Prozent bei der Grüner Bräu AG ein.

## Markenname
Die Marke Grüner-Bräu wurde erstmals 1927 geschützt. Nach mehreren Übertragungen und Verlängerungen ist sie im Besitz der Tucher Privatbrauerei GmbH & Co.KG.